# Луиз Хей
Луиз Хей (на английски: Louise Hay) е американска мотивационна лекторка и плодовита писателка на произведения в жанра книги за самопомощ.

## Биография и творчество
Луиз Хей, с рождено име Хелън Вера Лъни, е родена на 8 октомври 1926 г. в Лос Анджелис, Калифорния, САЩ, в бедно семейство. Майка ѝ се омъжва повторно, а вторият ѝ баща физически малтретира нея и майка ѝ. Когато е на около 5 години, e насилена от съсед. На 15 години напусна гимназията в Лос Анджелис без диплома. Забременява и на 16-ия си рожден ден ражда момиченце, което дава за осиновяване. След това се премества в Чикаго и върши нископлатена работа. През 1950 г. се премества в Ню Йорк. Там променя първото си име и започва кариера като моден модел. Постига успехи работейки за моделиерите Бил Блас, Олег Касини и Полин Тригер.
През 1954 г. се омъжва за английския бизнесмен Андрю Хей, президент на Британско-американската търговска камара, с когото се развеждат след 14 години брак. По това време се запознава с учението „Нова мисъл“ на автори като Флорънс Сковъл Шин, която вярва, че позитивното мислене може да промени материалните обстоятелства в живота на хората, и с основателят на движението „Наука за ума“, Ърнест Холмс, който учи, че позитивното мислене може да излекува тялото. В началото на 70-те години започва да практикува учението „Нова мисъл“ като води лекции и семинари за лечение. Изучава трансцендентална медитация с Махариши Махеш Йоги в Международния университет „Махариши“ във Феърфийлд, Айова.
През 1976 г. издава самостоятелно малката брошура Heal Your Body, съдържаща списък на различни телесни заболявания и техните „вероятни“ метафизични причини. Впоследствие разширява брошурата и през през 1984 г. е издадена като първата ѝ книга „Излекувай живота си“. По това време започва да ръководи групи за подкрепа за хора, живеещи със СПИН, което ѝ носи популярност. Тя е канена в предаванията на Опра Уинфри и Фил Донахю, след което книгата ѝ става бестселър.
През 1984 г. основава издателската фирма „Хей Хаус“, която привлича над 130 автори, включително Дийпак Чопра, Уейн Дайър и Естер Хикс. През 1985 г. създава и благотворителна организация за подкрепа на организации, които подобряват качеството на живот на хората, животните и нашата околна среда.
Авторка е на много книги, в които развива идеите си. Произведенията ѝ са издадени в над 25 езика и в над 50 милиона екземпляра по света. Те се считат като част от движението „Нова епоха“.
Луиз Хей умира на 30 август 2017 г. в Сан Диего, Калифорния.

## Произведения
непълно представяне
- You Can Heal Your Life (1984)[1][4]
Излекувай живота си, изд.: ИК „Кибеа“, София (1995), прев. Тодор Захариев
Излекувай душата си, изд.: „Софтпрес“, София (2010), прев. Маргарита Терзиева
- Heal Your Body: The Mental Causes for Physical Illness and the Metaphysical Way to Overcome Them (1984)
Излекувай тялото си, изд.: ИК „Кибеа“, София (1998), прев. Тодор Захариев
- The AIDS Book: Creating a Positive Approach (1988 )
- Colors & Numbers (1988)
Цветове на щастието и числа на късмета, изд.: „Софтпрес“, София (2010), прев. Емилия Карастойчева
- A Garden of Thoughts: My Affirmation Journal (1989)
- Love Yourself, Heal Your Life Workbook (1990)
- The Power Is Within You (1991)
Силата е в теб, изд.: ИК „Кибеа“, София (1997), прев. Нели Константинова
- Meditations to heal your life (1992)
Медитации за изцеление на живота, изд.: ИК „Кибеа“, София (1998), прев. Мая Калоферова
- Heart thoughts : A treasury of inner wisdom (1992)
Мисли от сърцето, изд.: ИК „Кибеа“, София (1999), прев. Жанета Шинкова
Мисли от сърцето : Свободата да бъдеш себе си, изд.: ИК „Слънце“, София (2008), прев. Лилия Атанасова
- Loving Thoughts For Increasing Prosperity (1993)
- Gratitude: A Way Of Life (1996)
- Life! Reflections On Your Journey (1996)
Живот! : По пътя на изцелението, изд.: ИК „Кибеа“, София (1998), прев. Жанета Шинкова
- Empowering Women (1996)
Вярвай в себе си! : Уверените жени могат всичко, изд.: ИК „Слънце“, София (2008), прев. Славянка Мундрова-Неделчева
- Living Perfect Love: Empowering Rituals For Women (1996)
- Heal Your Body A–Z: The Mental Causes for Physical Illness and the Way to Overcome Them (1998)
- 101 Ways To Health And Healing (1998)
- Love Your Body: A Positive Affirmation Guide for Loving and Appreciating Your Body (1998)
Обичай тялото си : послания за здраво тяло, изд.: ИК „Слънце“, София (2010), прев. Лилия Атанасова
- Power thoughts – 365 daili affirmations (1999)
Промени живота си! : 365 вдъхновяващи мисли, изд.: ИК „Слънце“, София (2009), прев. Славянка Мундрова-Неделчева
- Inner Wisdom: Meditations for the Heart and Soul (2000)
Вътрешна мъдрост : медитации за сърцето и душата, изд.: ИК „Кибеа“, София (2011), прев. Ирина Манушева
- I can do it (2004)
Повярвай в себе си!, изд.: „Софтпрес“, София (2009), прев. Маргарита Терзиева
- Gratitude: A Way of Life (2005)
Благодарността – начин на живот, изд.: ИК „Кибеа“, София (2007), прев. Мая Атанасова
- The Present Moment: 365 Daily Meditations (2007)
Положителни мисли за всеки ден, изд.: „Софтпрес“, София (2012), прев. Донка Мангачева
- Everyday positive thinking (2009)
Радвай се на живота! : Положителни мисли за всеки ден, изд.: ИК „Слънце“, София (2008), прев. Славянка Мундрова-Неделчева
- Experience your good now! (2010)
Животът те обича – прегърни го! : как да използваме утвържденията, изд.: ИК „Кибеа“, София (2015), прев. Мая Атанасова
- Modern-day miracles (2010)
Съвременни чудеса, изд. „Монт“ (2014), прев. Евелина Пенева
- Painting the future (2012)
Нарисувай бъдещето, изд.: ИК „Кибеа“, София (2014), прев. Ирина Манушева
- You can create an exceptional life (2013) – с Черил Ричардсън
Направете живота си изключителен!, изд.: ИК „Кибеа“, София (2013), прев. Яна Божинова
- All is Well: Heal your body. Carlsbad (2013)
- Loving Yourself to Great Health: Thoughts & food: the ultimate diet (2014)
- You can heal your heart: finding peace after a breakup, divorce, or death (2014) – с Дейвид Кеслър
Излекувай сърцето си : да намерим утеха след раздяла, развод или смърт, изд.: ИК „Кибеа“, София (2015), прев. Мая Атанасова
- Life loves you: 7 spiritual experiments to heal your life (2014)
- All is Well: Heal Your Body with Medicine, Affirmations, and Intuition (2014)
Всичко е наред : излекувай тялото си с помощта на медицина, утвърждения и интуиция, изд.: ИК „Кибеа“, София (2015), прев. Мая Атанасова
- Mirror Work: 21 Days to Heal Your Life (2016)
- Heal Your Mind: Your Prescription for Wholeness through Medicine, Affirmations, and Intuition (2017) – с Мона Лиза Шулц
Излекувай ума си : вашата рецепта за постигане на цялост с помощта на медицината, утвърждения и интуиция, изд.: ИК „Кибеа“, София (2018), прев. Мая Атанасова
- I Think, I Am!: Teaching Kids the Power of Affirmations (2020) – с Кристина Трейси, книжка за деца